# Marlies Schild

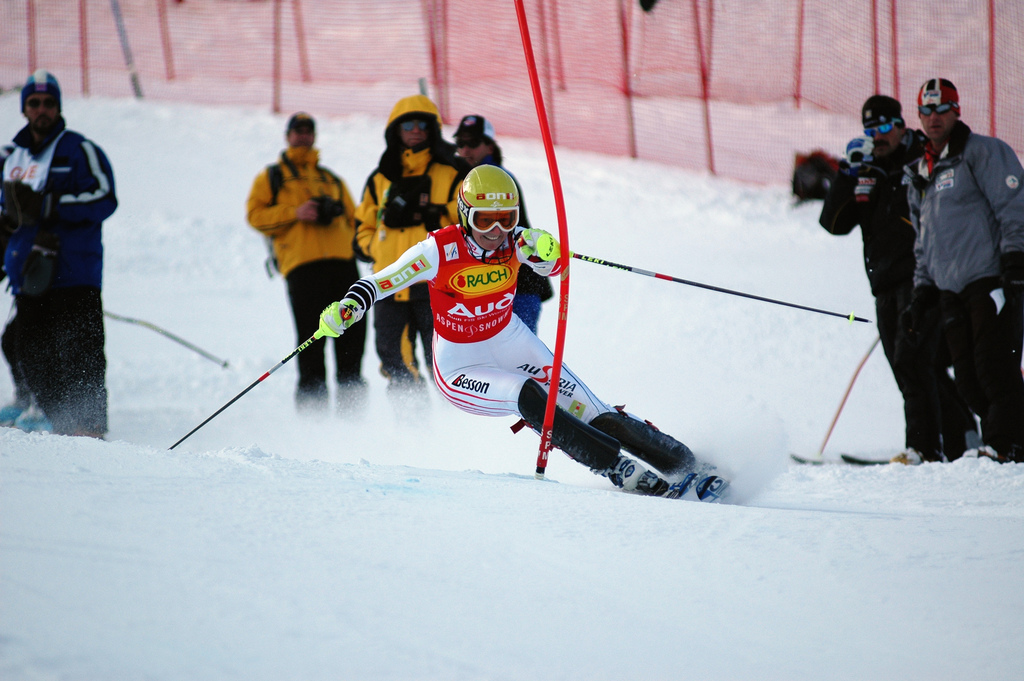
Marlies Schild in Aspen 2006

Marlies Schild (verheiratete Raich; * 31. Mai 1981 in Admont, Steiermark) ist eine ehemalige österreichische Skirennläuferin. Die Saalfeldnerin ist mit 35 Slalomsiegen in dieser Disziplin eine der erfolgreichsten Läuferinnen der Weltcup-Geschichte. Sie ist zweimalige Weltmeisterin und entschied fünf Disziplinenwertungen für sich. Hinzu kommen mehrere weitere Silber- und Bronzemedaillen bei Olympischen Spielen und Weltmeisterschaften. Ihre jüngere Schwester Bernadette war ebenfalls Skirennläuferin, ihr älterer Bruder Josef war von 1998 bis 2005 Mitglied des ÖSV-Teams.

## Werdegang
Marlies Schild bestritt im Alter von sechs Jahren ihre ersten Rennen. Mit zehn Jahren wurde sie in den Salzburger Schülerkader aufgenommen, nach der Volksschule besuchte sie den Alpin-Zweig der Hauptschule Zell am See. Danach wechselte sie nach bestandener Aufnahmeprüfung in das Skigymnasium in Stams. 1998 gelang ihr schließlich die Aufnahme in das ÖSV-Nachwuchsteam. Über FIS- und Europacup-Rennen arbeitete Schild sich in den Weltcup vor. Ab 2002 gehörte sie zum Kader des ÖSV und zum Heeressportzentrum des Österreichischen Bundesheers.
Zu Beginn ihrer Karriere bevorzugte sie Abfahrtsrennen. Mit 19 Jahren hatte sie jedoch bereits fünf Knieoperationen und Kreuzbandrisse hinter sich und konzentrierte sich daraufhin auf die weniger gefährlichen Disziplinen Riesenslalom und Slalom. Zeitweilig fuhr sie im Weltcup in allen Disziplinen. Ihre Paradedisziplin war der Slalom, aber auch im Riesenslalom und in der Super-Kombination hat sie je einen Weltcupsieg errungen, außerdem zweite Plätze in Abfahrt und Super-G.
Bei ihrem ersten Auftritt bei Olympischen Spielen in Salt Lake City 2002 schied Schild im ersten Durchgang des Slaloms aus. Sie gewann bei den Weltmeisterschaften 2003 in St. Moritz die Slalom-Silbermedaille, bei den Weltmeisterschaften 2005 in Santa Caterina die Bronzemedaille in der Alpinen Kombination.
Bei den Olympischen Spielen 2006 in Turin gewann Schild die Kombinations-Silbermedaille und wenige Tage später die Slalom-Bronzemedaille. Auch bei den Weltmeisterschaften 2007 in Åre konnte sie ihre Medaillensammlung erweitern. Zusammen mit Benjamin Raich, Renate Götschl, Fritz Strobl, Mario Matt und Michaela Kirchgasser gewann Schild die Goldmedaille im Mannschaftswettbewerb. In den Einzelrennen holte sie die Silbermedaille im Slalom und die Bronzemedaille in der Super-Kombination.
In den Saisonen 2003/04 und 2005/06 wurde Schild jeweils Zweite der Slalomwertung des Weltcups. Für ihre Leistungen wurde Marlies Schild bei der Wahl zu Österreichs Sportlerin des Jahres 2006 hinter ihrer damaligen Teamkollegin Michaela Dorfmeister (Doppelolympiasiegerin in Turin) auf den zweiten Platz gewählt.
In der Saison 2006/07 gewann sie insgesamt acht Weltcuprennen (davon sieben von neun Slaloms sowie eine Super-Kombination) und erhielt ihre ersten beiden Kristallkugeln für den Sieg im Slalomweltcup und im Kombinations-Weltcup. Im Gesamtweltcup der Saison 2006/07 belegte sie hinter ihrer Teamkollegin Nicole Hosp den zweiten Platz; beim Weltcup-Finale in Lenzerheide führte sie nach eindrucksvollen Ergebnissen in den Speed-Bewerben (2. Platz in der Abfahrt, 3. Platz im Super-G) zwei Rennen vor Schluss die Gesamtwertung an, musste aber nach einem missglückten Slalom die Führung abgeben und konnte sie im abschließenden Riesenslalom, den Nicole Hosp ebenso wie den Slalom gewann, nicht mehr zurückgewinnen. In der Saison 2007/08 gewann Schild fünf Slaloms und konnte erneut den Slalomweltcup für sich entscheiden. Viele ihrer Siege fuhr sie mit großem Vorsprung heraus.
Am 9. Oktober 2008 kam sie im Riesenslalom-Training auf dem Rettenbachferner schwer zu Sturz und zog sich dabei einen Trümmerbruch im Schien- und Wadenbein sowie einen Bruch des Schienbeinkopfes im linken Bein zu. Aufgrund dessen konnte sie in der gesamten Saison 2008/09 keine Rennen bestreiten. Bei ihrem Comeback im finnischen Levi am 14. November 2009 belegte sie den 6. Rang im Slalom. Wenige Wochen später konnte sie am 29. Dezember 2009 im österreichischen Lienz bereits ihren ersten Sieg im Slalom nach ihrer schweren Verletzung feiern. Ab diesem Zeitpunkt stand sie über zwei Jahre lang bei jedem FIS-Slalom, bei dem sie ins Ziel gekommen ist, auf dem Podium, unter anderem auch bei den Olympischen Winterspielen 2010 in Vancouver, wo sie die Silbermedaille gewann, und bei den Weltmeisterschaften 2011 in Garmisch-Partenkirchen, wo sie Weltmeisterin im Slalom wurde und außerdem im Mannschaftswettbewerb die Silbermedaille gewann. Diese Serie wurde am 10. März 2012 mit einem 6. Platz im Slalom von Aare beendet. In den Disziplinen Abfahrt und Super-G ist Marlies Schild seit ihrem Unfall nicht mehr gestartet.
In der Weltcupsaison 2010/11 gewann sie sechs von neun Slalomrennen, bei zwei weiteren schied sie aus. Lediglich beim Weltcupfinale in Lenzerheide, vor dem sie bereits zum dritten Mal als Slalomweltcupsiegerin feststand, musste sie sich Tina Maze geschlagen geben und wurde Zweite. In der Saison 2011/12 entschied Marlies Schild die ersten fünf Slalombewerbe in teils überlegener Manier für sich. Nach einem Ausfall in Kranjska Gora entschied sie auch den Slalom in Soldeu für sich. Mit einem dritten Platz im achten der zehn Saisonrennen in Ofterschwang sicherte sie sich zum vierten Mal den Gewinn des Slalomweltcups. 2012 wurde sie zu Österreichs Sportlerin des Jahres gewählt.
Am 20. Dezember 2012 zog sich Schild bei einem Sturz im Slalomtraining im schwedischen Åre einen Innenbandriss im rechten Knie zu und musste operiert werden. Die Heilung verlief schneller als erwartet und Schild stand bereits zwei Monate nach ihrem Unfall wieder auf Skiern. Am 16. Februar 2013 nahm sie beim Slalom der Weltmeisterschaften in Schladming teil und belegte den neunten Platz. Aufgrund erneut aufgetretener Kniebeschwerden verzichtete sie in dieser Saison auf weitere Rennen.
Am 16. November 2013 startete Schild beim Slalom in Levi wieder im Weltcup. Am 17. Dezember desselben Jahres stellte sie in Courchevel mit ihrem 34. Slalom-Karriereerfolg den Rekord der Schweizer Skirennläuferin Vreni Schneider ein; gleichzeitig löste sie Tanja Poutiainen als älteste Slalom-Weltcupsiegerin ab. Am 29. Dezember 2013 kürte sie sich in Lienz mit ihrem 35. Slalom-Sieg zur alleinigen Rekordhalterin in dieser Disziplin. Am 29. Dezember 2018 wurde ihre Bestmarke von Mikaela Shiffrin überboten.
Am 21. Februar 2014 belegte Schild den zweiten Platz im Slalom bei den Olympischen Spielen 2014 in Sotschi und konnte sich somit nach Vancouver 2010 erneut die Silbermedaille sichern.
Im September 2014 beendete sie ihre aktive Karriere. Ende Mai 2022 wurde sie als Athletenvertreterin Vorstandsmitglied der Österreichischen Sporthilfe unter Präsidentin Susanne Riess.

## Privates
Marlies Schild ist seit 2004 mit dem ehemaligen Skirennläufer Benjamin Raich (* 1978) liiert, den sie am 25. April 2015 heiratete. In Folge wurden sie Eltern zweier Söhne und einer Tochter.

## Sportliche Erfolge

### Olympische Spiele
- Turin 2006: 2. Kombination, 3. Slalom, 17. Riesenslalom
- Vancouver 2010: 2. Slalom
- Sotschi 2014: 2. Slalom

### Weltmeisterschaften
- St. Moritz 2003: 2. Slalom, 4. Kombination
- Bormio 2005: 3. Kombination, 14. Riesenslalom
- Åre 2007: 1. Mannschaftswettbewerb, 2. Slalom, 3. Super-Kombination
- Garmisch-Partenkirchen 2011: 1. Slalom, 2. Mannschaftswettbewerb, 8. Riesenslalom
- Schladming 2013: 9. Slalom

### Weltcupwertungen
Marlies Schild gewann viermal die Disziplinenwertung im Slalom und einmal in der Super-Kombination.
| Saison  | Gesamt                              | Gesamt                              | Abfahrt                             | Abfahrt                             | Super-G                             | Super-G                             | Riesenslalom                        | Riesenslalom                        | Slalom                              | Slalom                              | Kombination                         | Kombination                         | City Event *                        | City Event *                        |
| Saison  | Platz                               | Punkte                              | Platz                               | Punkte                              | Platz                               | Punkte                              | Platz                               | Punkte                              | Platz                               | Punkte                              | Platz                               | Punkte                              | Platz                               | Punkte                              |
| ------- | ----------------------------------- | ----------------------------------- | ----------------------------------- | ----------------------------------- | ----------------------------------- | ----------------------------------- | ----------------------------------- | ----------------------------------- | ----------------------------------- | ----------------------------------- | ----------------------------------- | ----------------------------------- | ----------------------------------- | ----------------------------------- |
| 2001/02 | 53.                                 | 134                                 | –                                   | –                                   | –                                   | –                                   | –                                   | –                                   | 16.                                 | 134                                 | –                                   | –                                   | –                                   | –                                   |
| 2002/03 | 19.                                 | 342                                 | –                                   | –                                   | –                                   | –                                   | –                                   | –                                   | 5.                                  | 342                                 | –                                   | –                                   | –                                   | –                                   |
| 2003/04 | 14.                                 | 455                                 | –                                   | –                                   | –                                   | –                                   | 49.                                 | 8                                   | 2.                                  | 447                                 | –                                   | –                                   | –                                   | –                                   |
| 2004/05 | 8.                                  | 669                                 | 30.                                 | 34                                  | 25.                                 | 80                                  | 15.                                 | 150                                 | 3.                                  | 376                                 | 9.                                  | 29                                  | –                                   | –                                   |
| 2005/06 | 6.                                  | 961                                 | 40.                                 | 32                                  | 17.                                 | 120                                 | 17.                                 | 154                                 | 2.                                  | 550                                 | 4.                                  | 105                                 | –                                   | –                                   |
| 2006/07 | 2.                                  | 1482                                | 12.                                 | 199                                 | 14.                                 | 135                                 | 12.                                 | 168                                 | 1.                                  | 760                                 | 1.                                  | 220                                 | –                                   | –                                   |
| 2007/08 | 5.                                  | 1120                                | 15.                                 | 156                                 | 25.                                 | 49                                  | 11.                                 | 169                                 | 1.                                  | 640                                 | 5.                                  | 106                                 | –                                   | –                                   |
| 2008/09 | verletzungsbedingt keine Ergebnisse | verletzungsbedingt keine Ergebnisse | verletzungsbedingt keine Ergebnisse | verletzungsbedingt keine Ergebnisse | verletzungsbedingt keine Ergebnisse | verletzungsbedingt keine Ergebnisse | verletzungsbedingt keine Ergebnisse | verletzungsbedingt keine Ergebnisse | verletzungsbedingt keine Ergebnisse | verletzungsbedingt keine Ergebnisse | verletzungsbedingt keine Ergebnisse | verletzungsbedingt keine Ergebnisse | verletzungsbedingt keine Ergebnisse | verletzungsbedingt keine Ergebnisse |
| 2009/10 | 15.                                 | 420                                 | –                                   | –                                   | –                                   | –                                   | –                                   | –                                   | 3.                                  | 420                                 | –                                   | –                                   | –                                   | –                                   |
| 2010/11 | 6.                                  | 756                                 | –                                   | –                                   | –                                   | –                                   | 17.                                 | 76                                  | 1.                                  | 680                                 | –                                   | –                                   | –                                   | –                                   |
| 2011/12 | 8.                                  | 925                                 | –                                   | –                                   | –                                   | –                                   | 15.                                 | 135                                 | 1.                                  | 760                                 | –                                   | –                                   | 5.                                  | 30                                  |
| 2012/13 | 57.                                 | 125                                 | –                                   | –                                   | –                                   | –                                   | 32.                                 | 45                                  | 26.                                 | 80                                  | –                                   | –                                   | –                                   | –                                   |
| 2013/14 | 17.                                 | 385                                 | –                                   | –                                   | –                                   | –                                   | –                                   | –                                   | 3.                                  | 385                                 | –                                   | –                                   | –                                   | –                                   |

* Die City-Event-Punkte wurden in der Saison 2012/13 für den Slalomweltcup gewertet.

### Weltcupsiege
Insgesamt 68 Podestplätze, davon 37 Siege:
| Datum             | Ort                    | Land        | Disziplin         |
| ----------------- | ---------------------- | ----------- | ----------------- |
| 13. März 2004     | Sestriere              | Italien     | Slalom            |
| 28. Dezember 2004 | Semmering              | Österreich  | Riesenslalom      |
| 29. Dezember 2004 | Semmering              | Österreich  | Slalom            |
| 9. Jänner 2005    | Santa Caterina         | Italien     | Slalom            |
| 29. Dezember 2005 | Lienz                  | Österreich  | Slalom            |
| 5. Jänner 2006    | Zagreb                 | Kroatien    | Slalom            |
| 8. Jänner 2006    | Maribor                | Slowenien   | Slalom            |
| 11. November 2006 | Levi                   | Finnland    | Slalom            |
| 26. November 2006 | Aspen                  | USA         | Slalom            |
| 15. Dezember 2006 | Reiteralm              | Österreich  | Super-Kombination |
| 21. Dezember 2006 | Val-d’Isère            | Frankreich  | Slalom            |
| 4. Jänner 2007    | Zagreb                 | Kroatien    | Slalom            |
| 7. Jänner 2007    | Kranjska Gora          | Slowenien   | Slalom            |
| 25. Februar 2007  | Sierra Nevada          | Spanien     | Slalom            |
| 11. März 2007     | Zwiesel                | Deutschland | Slalom            |
| 10. November 2007 | Reiteralm              | Österreich  | Slalom            |
| 25. November 2007 | Panorama               | Kanada      | Slalom            |
| 6. Jänner 2008    | Spindlermühle          | Tschechien  | Slalom            |
| 27. Jänner 2008   | Ofterschwang           | Deutschland | Slalom            |
| 14. März 2008     | Bormio                 | Italien     | Slalom            |
| 29. Dezember 2009 | Lienz                  | Österreich  | Slalom            |
| 12. Jänner 2010   | Flachau                | Österreich  | Slalom            |
| 13. März 2010     | Garmisch-Partenkirchen | Deutschland | Slalom            |
| 13. November 2010 | Levi                   | Finnland    | Slalom            |
| 21. Dezember 2010 | Courchevel             | Frankreich  | Slalom            |
| 29. Dezember 2010 | Semmering              | Österreich  | Slalom            |
| 4. Jänner 2011    | Zagreb                 | Kroatien    | Slalom            |
| 4. Februar 2011   | Zwiesel                | Deutschland | Slalom            |
| 12. März 2011     | Spindlermühle          | Tschechien  | Slalom            |
| 27. November 2011 | Aspen                  | USA         | Slalom            |
| 18. Dezember 2011 | Courchevel             | Frankreich  | Slalom            |
| 20. Dezember 2011 | Flachau                | Österreich  | Slalom            |
| 29. Dezember 2011 | Lienz                  | Österreich  | Slalom            |
| 3. Jänner 2012    | Zagreb                 | Kroatien    | Slalom            |
| 11. Februar 2012  | Soldeu                 | Andorra     | Slalom            |
| 17. Dezember 2013 | Courchevel             | Frankreich  | Slalom            |
| 29. Dezember 2013 | Lienz                  | Österreich  | Slalom            |

### Juniorenweltmeisterschaften
- Pra Loup/Le Sauze 1999: 6. Abfahrt, 20. Super-G, 22. Riesenslalom

### Europacup
- Saison 2000/01: 8. Slalomwertung
- 8 Podestplätze, davon 3 Siege:

| Datum             | Ort             | Land       | Disziplin |
| ----------------- | --------------- | ---------- | --------- |
| 7. Dezember 2000  | Serre Chevalier | Frankreich | Slalom    |
| 7. Dezember 2000  | Serre Chevalier | Frankreich | Slalom    |
| 18. Dezember 2009 | Alleghe         | Italien    | Slalom    |

### Weitere Erfolge
- 5-fache Österreichische Staatsmeisterin im Slalom: 2002, 2003, 2008, 2010 und 2011

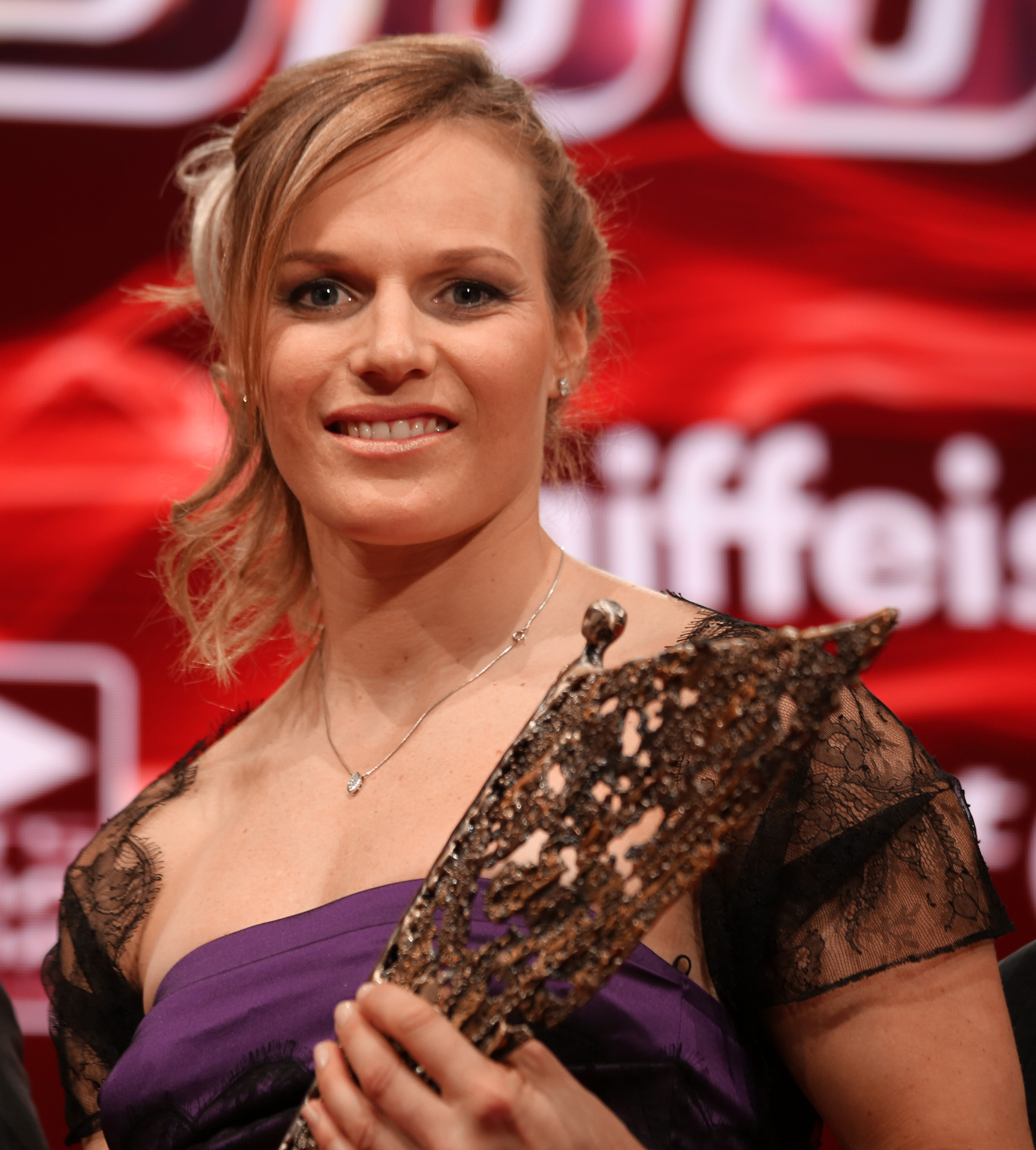
Marlies Schild mit der Auszeichnung als Österreichs Sportlerin des Jahres 2012

- 15 Siege in FIS-Rennen

## Auszeichnungen
- 2012: Österreichs Sportlerin des Jahres
- 2014: Österreichs Sportlerin des Jahres („Special Award“)